# Fortalesa dàcia de Bănița
La fortalesa dàcia de Bănița és una de les sis fortaleses dàcies de les muntanyes Orăștie, a Romania. Juntament amb altres fortaleses dàcies de la zona, va ser designada Patrimoni de la Humanitat per la UNESCO el 1999.

## Galeria

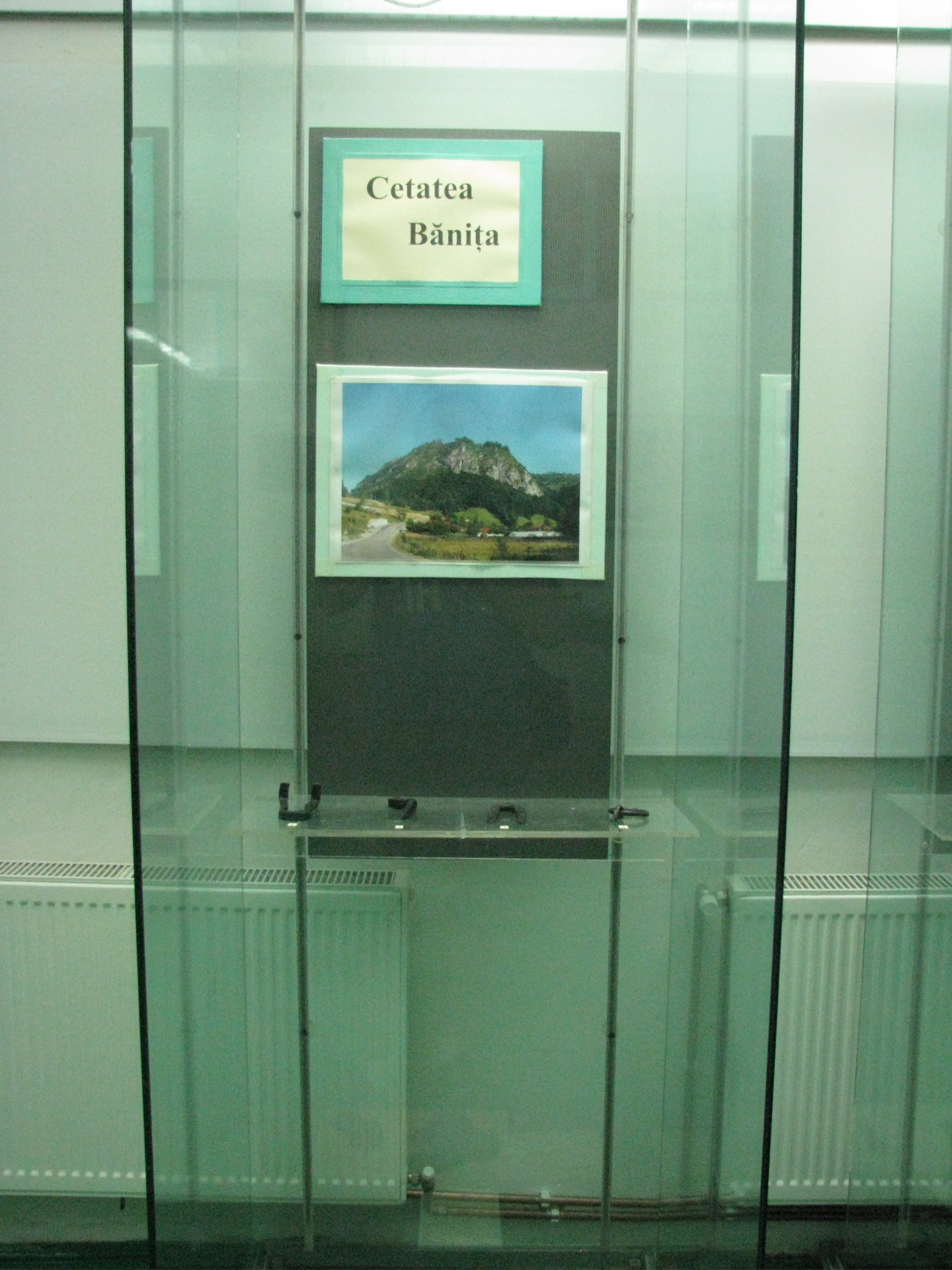
Frontisses, rampes Ferro i cadena
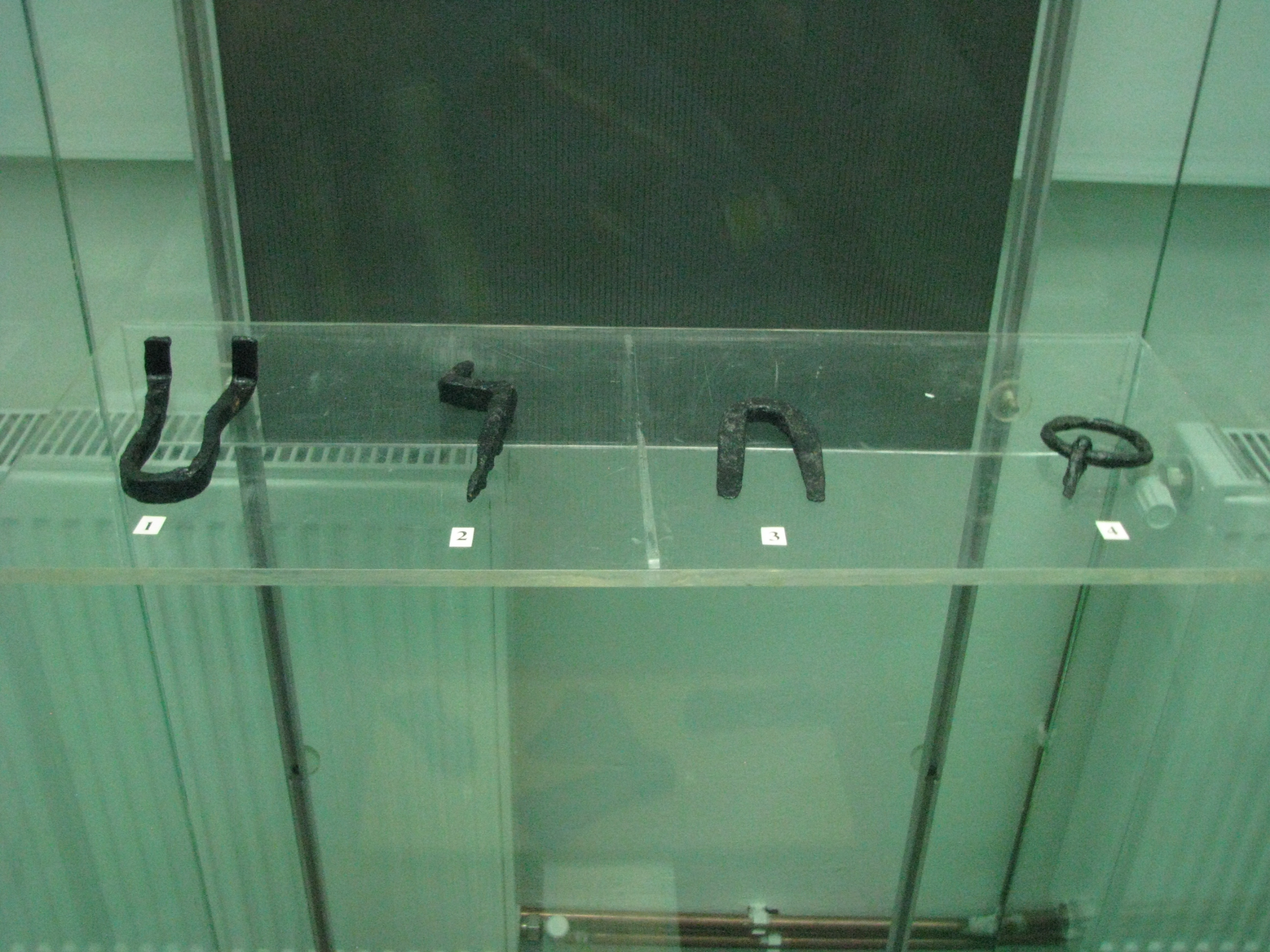
Frontisses, rampes Ferro i cadena: primer pla